# Pertain
Pertain ist eine Commune déléguée in der nordfranzösischen Gemeinde Hypercourt  mit 359 Einwohnern (Stand 1. Januar 2022) im Département Somme in der Region Hauts-de-France. Die Einwohner werden Pertinois oder Pertainais genannt.

## Geschichte
Um Pertain wurden mehrere gallo-römische Landhäuser gefunden. Der Ort wurde im Jahr 1116 erstmals urkundlich erwähnt. 
Sie erhielt als Auszeichnung das Croix de guerre 1914–1918.
Mit Wirkung vom 1. Januar 2017 wurden die früheren Gemeinden Hyencourt-le-Grand, Omiécourt und Pertain fusioniert und bilden seitdem die Commune nouvelle Hypercourt. Die Gemeinde Pertain gehörte zum Arrondissement Péronne sowie zum Kanton Nesle. 

## Einwohner
| 1962 | 1968 | 1975 | 1982 | 1990 | 1999 | 2006 |
| ---- | ---- | ---- | ---- | ---- | ---- | ---- |
| 362  | 374  | 325  | 332  | 314  | 318  | 368  |

## Verkehrsanbindung
Der Ort liegt an der Départementsstraße D142. 